# Cyberdissident
Un cyberdissident est un dissident qui utilise des moyens de communication électroniques, notamment les réseaux sociaux pour diffuser ses idées.

## Définition
Un cyberdissident est un dissident politique qui utilise les moyens de communication électroniques, notamment les réseaux sociaux, pour faire connaître ses opinions ou diffuser des informations.
Ce mot n'est pas académique, on trouve d'ailleurs l'orthographe cyber dissident ou cyber-dissident.

## Exemples
Quelques personnes qualifiées de cyberdissident :
- Kareem Amer, blogueur égyptien[2] ;
- Guillermo Fariñas, directeur de presse y compris via Internet, a fait une grève de la faim en faveur du libre accès à Internet à Cuba[3] ;
- Massoud Hamid a diffusé des photos d'une manifestation kurde en Syrie[4] ;
- Israa Abdel Fattah est une blogueuse égyptienne, arrếtée en 2008 [5] ;
- Huang Qi est un blogueur arrêté pour avoir critiqué le mauvais état de la construction des écoles[6] ;
- Li Zhi, accusé d'avoir été en relation par le biais d'Internet avec des dissidents basés à l'étranger via Internet[7] ;
- Nguyễn Tiến Trung est détenu au secret depuis le 7 juillet 2009 pour avoir écrit une lettre ouverte au gouvernement vietnamien ayant circulé sur les blogs[8].
- Fathimath Nisreen aidait à faire un bulletin d'information par courrier électronique aux Maldives[9] ;
- Shi Tao a publié sur Internet une note du gouvernement chinois enjoignant aux journaux du continent de ne pas célébrer le quinzième anniversaire des manifestations de la Place Tian'anmen[10] ;
- Trương Quốc Huy, cyberdissident vietnamien[11] ;
- Zouhair Yahyaoui, blogueur tunisien[12].